# Nový Telečkov
Nový Telečkov település Csehországban, a Třebíči járásban. Nový Telečkov Uhřínov, Baliny, Vlčatín, Oslavička és Horní Heřmanice településekkel határos. Lakosainak száma 96 fő (2024. január 1.).

## Népesség
A település lakosságának változását az alábbi diagram mutatja:
| Lakosok száma | 141  | 137  | 149  | 126  | 113  | 106  | 107  | 102  | 92   | 96   |
|               | 1869 | 1900 | 1921 | 1961 | 1980 | 2011 | 2016 | 2019 | 2021 | 2024 |